# Ende der Antike

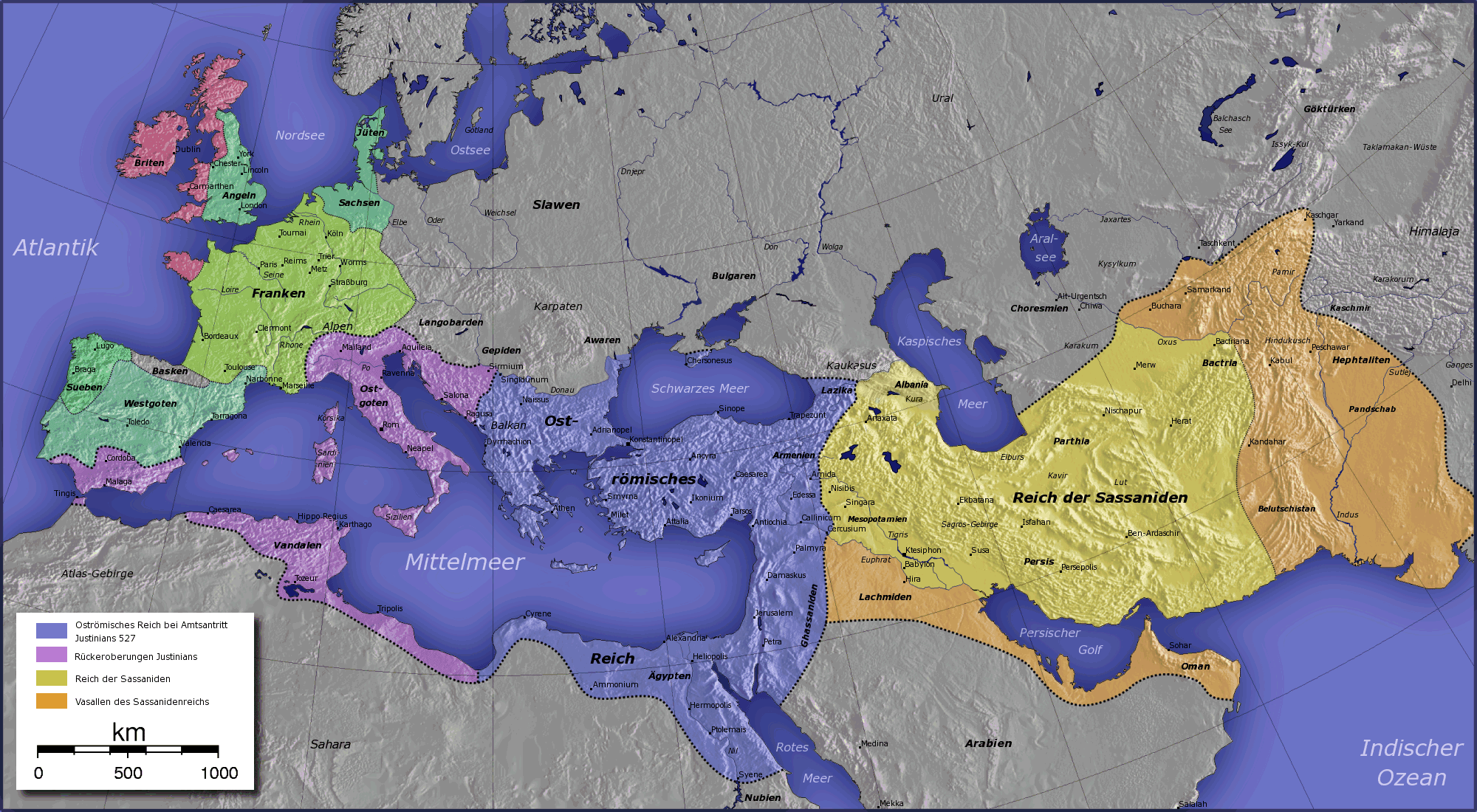
Der Mittelmeerraum unter Kaiser Justinian († 565)

Die Frage nach dem Ende der Antike beschäftigt seit Jahrhunderten die Gelehrten. Eng verbunden mit dem Problem ist die Frage nach dem Untergang des Römischen Reiches im Westen, der vor allem in der älteren Forschung oft mit dem Ende der Antike gleichgesetzt wurde.
In der älteren Forschung wurde das Ende der Antike oft mit der Reichsteilung von 395, der Absetzung des letzten weströmischen Kaisers Romulus Augustulus 476, der Niederlage des Syagrius gegen Chlodwig 486/87 oder auf das Jahr 529 datiert, in dem das erste Benediktinerkloster gegründet und die Platonische Akademie in Athen geschlossen wurde.
In der Forschungsdiskussion der letzten Jahrzehnte hat es sich jedoch als sinnvoll erwiesen, das Enddatum deutlich später anzusetzen. Gängige Enddaten für die Spätantike und den Beginn des Frühmittelalters sind heute der Tod des oströmischen Kaisers Justinian I. 565, der Einfall der Langobarden in Italien 568 oder der Beginn der islamischen Expansion 632. In der modernen Forschung werden zudem oft eher regional unterschiedliche Zeiträume statt einzelne Jahresdaten betrachtet.

## Periodisierungsproblematik

### Generelles
Jede Angabe eines Enddatums für die Antike erfordert wie jede Periodisierung die Benennung der Kriterien, nach denen diese Epoche definiert wurde. So werden unter anderem die kulturelle und politische Einheit des Mittelmeerraums, die ethnische Vorherrschaft der Griechen und Römer, die auf Sklaverei basierende Wirtschaftsform (ein fast nur von marxistischen Forschern vertretener Ansatz, der allerdings übersah, dass Sklaverei auch im Mittelalter weit verbreitet war), eine bestimmte Bildungstradition oder das polytheistische Heidentum als charakteristisch für diese Epoche angeführt. Ebenso ist die jeweils betrachtete Region zu benennen, da nicht alle Entwicklungen überall (bzw. nicht überall gleichzeitig) eintraten. Abgesehen davon sind Epochen nach Auffassung vieler Geschichtswissenschaftler nur Vereinbarungen zur Ordnung der ansonsten unüberschaubaren Stofffülle der Geschichte. Der italienische Philosoph Benedetto Croce (1866–1952) meinte sogar, sie wären lediglich von „mnemotechnischem Interesse“. Hinzu kommt, dass historische Umbrüche, die sich im Rückblick zu Epochengrenzen bündeln lassen, nicht notwendig von den Zeitgenossen als solche wahrgenommen wurden, da oft erst spätere Generationen die Folgen bestimmter Ereignisse kennen und Kausalzusammenhänge erkennen beziehungsweise herstellen können.

### Kontinuität

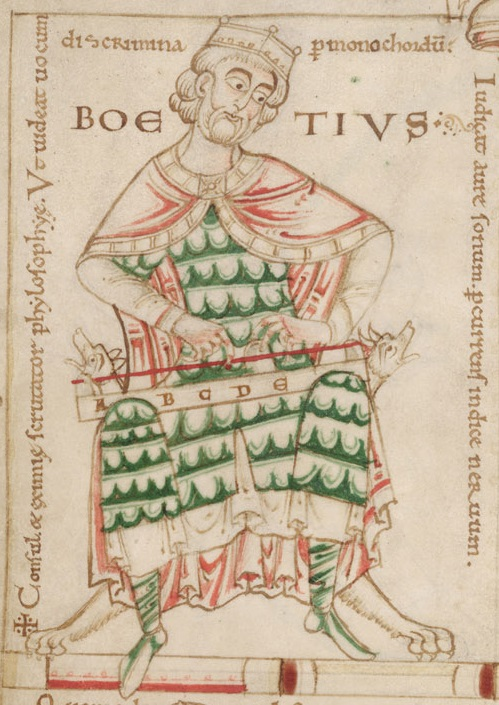
Der spätantike Philosoph Boëthius gilt als einer der „letzten Römer“.

Schwierig wird die Festlegung eines Enddatums für die Antike aber vor allem dadurch, dass die Spätantike als eine Epoche des Übergangs gesehen werden muss. Die Spätantike als letzter Abschnitt des Altertums stellt selbst schon eine Art „Antike nach der Antike“ dar. Einerseits war noch eine deutliche Kontinuität zur früheren Antike gegeben, andererseits zeichnete sich aber bereits die Welt des Mittelalters ab. Verbunden waren diese beiden Epochen insbesondere durch die Verklammerung der Gesellschaft mit der christlichen Kirche, die sich im 4. bis 6. Jahrhundert durchsetzte. Kulturell unterscheidet sich die Spätantike vom Mittelalter vor allem dadurch, dass zumindest die Menschen der gebildeten Oberschicht vielfach noch Zugriff auf die klassische Tradition (Paideia) hatten, wie es bei spätantiken Autoren wie Boethius, Gorippus, Prokopios von Caesarea und Agathias noch im sechsten Jahrhundert bezeugt ist. Mit Cassiodor († 583) begann der Übergang von der antiken zur monastischen Buchproduktion des Mittelalters, und nach dem 6. Jahrhundert ging mit der zivilen Elite des Westens auch der größte Teil der antiken lateinischen Literatur zugrunde. Erst in der karolingischen Renaissance wurden klassische Texte der Antike wieder kopiert, soweit sie den Niedergang der Literatur zwischen 550 und 800 überstanden hatten (siehe Bücherverluste in der Spätantike).

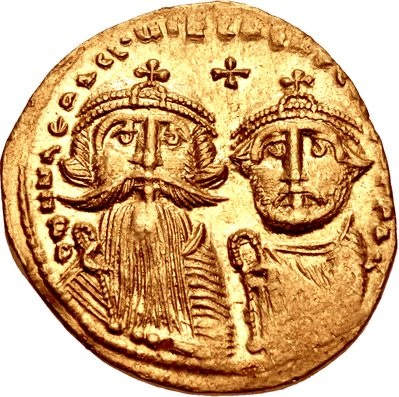
Mit Herakleios (links; daneben Konstantin III.) endete die spätantike Phase des Byzantinischen Reiches.

Im Osten kam es dagegen zu keinem derart radikalen Bruch der antiken Tradition wie im Westen. Das Oströmische bzw. Byzantinische Reich existierte noch bis zum Fall Konstantinopels 1453. Die Byzantinistik bezeichnet daher etwa den gleichen Zeitraum, der auf dem Boden des weströmischen Reichs als Spätantike gilt, auch als frühbyzantinisch. Für den Osten des Imperiums sind beide Begriffe mithin praktisch gleichbedeutend. Allerdings bestehen auch in Ostrom erhebliche Unterschiede zwischen den Zuständen im vierten bis sechsten Jahrhundert und der darauf folgenden mittel- und spätbyzantinischen Zeit. Im Ostreich ist dabei neben der arabischen Expansion auch die endgültige Verdrängung der lateinischen Amtssprache durch das Griechische um 625 als signifikanter Einschnitt zu betrachten. Beide Ereignisse fielen in die Regierungszeit des Kaisers Herakleios, mit dem deshalb in den letzten Jahren vermehrt das Ende der Antike verbunden wird. Wenig später änderte sich auch die politische Struktur des verbliebenen Reiches grundlegend und verlor ihren spätrömischen Charakter. In den letzten Jahren wird in der Byzantinistik teilweise dafür plädiert, die eigentliche byzantinische Geschichte erst nach Justinian oder Herakleios beginnen zu lassen und die drei Jahrhunderte zuvor noch der römischen Geschichte zuzurechnen (so etwa Peter Schreiner, dagegen hat Ralph-Johannes Lilie argumentiert).
Die von Germanen beherrschten Reichsbildungen, die im 5. und 6. Jahrhundert die Nachfolge Westroms angetreten hatten, akzeptierten in der Regel noch jahrzehntelang die oströmische Oberhoheit. Ihre Herrscher bemühten sich um kaiserliche Anerkennung und die Verleihung römischer Titel, da die große Mehrheit ihrer Untertanen aus Romanen bestand. Souveränität konnten bis ins 6. Jahrhundert ohnehin nur der Kaiser und der sassanidische Großkönig für sich beanspruchen. Nur sie hatten das Recht, ihr Bild auf Goldmünzen zu prägen: Noch im 6. Jahrhundert setzten die meisten Könige des Westens ihr eigenes Porträt nur auf die Silbermünzen. All dies änderte sich erst im 7. Jahrhundert grundlegend, als die oströmischen Kaiser durch die Angriffe der Perser und Araber zu sehr geschwächt waren, um weiter im Westen aktiv zu werden. Die arabische Invasion zerstörte die freilich nur noch bedingt gegebene Einheit der Mittelmeerwelt endgültig. Auch die Kontakte zwischen Konstantinopel und dem Westen lockerten sich nun zusehends. Der Fernhandel brach weitgehend zusammen, bevor sich im 8. Jahrhundert neue Handelswege etablierten.
In der aktuellen Forschung spielt zudem das Konzept von „Romanness“ im Hinblick auf den Übergang von der Spätantike ins Frühmittelalter eine zunehmend wichtigere Rolle. Mit diesem Begriff, der sich vielleicht am ehesten als „Römertum“ übersetzen lässt, soll verdeutlicht werden, dass die soziale Identität von Angehörigen des Imperiums sehr vielschichtig sein konnte, keineswegs nur ethnisch definiert und auch nicht unveränderlich war. Nachdem der alte politische Bezugsrahmen mit dem Fall Westroms entfiel, verlagerte sich der Schwerpunkt auf religiöse (dem „richtigen“ Bekenntnis, d. h. die Zugehörigkeit zur Reichskirche) und kulturelle Aspekte. Dies konnte sich regional allerdings sehr unterschiedlich gestalten.

### Wandel

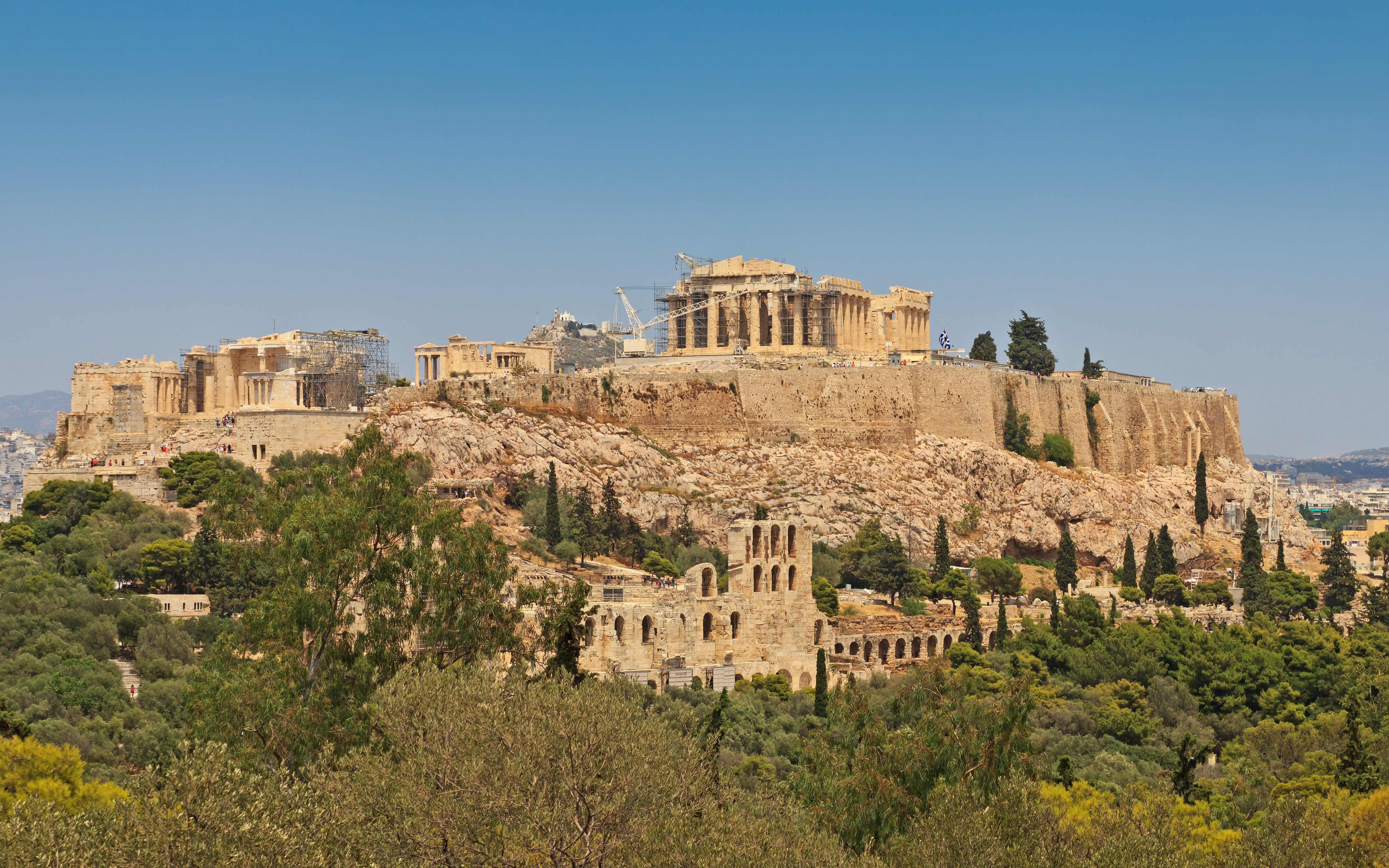
Mit dem Ende der Antike endete auch die Zeit der Poleis (hier die Akropolis von Athen).

Die Angriffe der Araber beschleunigten in Ostrom den Untergang der spätantiken Senatsaristokratie, führten nun auch hier zu einer Wirtschaftskrise und einem erheblichen Rückgang der antiken Bildung. Der weitgehende militärische und ökonomische Zusammenbruch des Reiches nach 636 brachte auch das endgültige Ende der klassischen Städte (Poleis) mit sich, die seit der archaischen Zeit (ca. 700 v. Chr. bis ca. 500 v. Chr.) den Mittelmeerraum geprägt hatten. Stattdessen entwickelten sich viele Städte zu einem winzigen befestigten Kastron. Die Entwicklung der byzantinischen Themenordnung um die Mitte des 7. Jahrhunderts n. Chr., die schließlich zur Auflösung der Trennung zwischen militärischer und ziviler Verwaltung führte, bedeutete auch im administrativen Bereich einen deutlichen Bruch mit der spätantiken Tradition.
Der Prozess der „Transformation“, mit der das Ende der Antike einherging (siehe auch Transformation of the Roman World), war daher in vielerlei Hinsicht mit Gewalt, Zerstörung und ökonomischem Niedergang verbunden. Dies betonten Bryan Ward-Perkins und Peter J. Heather in ihren 2005 erschienenen Darstellungen, welche sich teils wie ein Gegenentwurf zu den Vertretern eines langfristigen Transformationsprozesses ohne große Einschnitte, wie Peter Brown und Averil Cameron, lesen. Beide – Ward-Perkins und Heather – räumen aber ein, dass die Antike im römischen Osten, der erst nach 600 einen ökonomischen Verfall erlebte, deutlich länger gedauert habe als im Westen. Dort sei es bereits im fünften Jahrhundert zu einem materiellen Zusammenbruch, zu einem „Ende der Zivilisation“ (Ward-Perkins), gekommen.
Die Forschungsliteratur hat inzwischen einen kaum noch zu bewältigenden Umfang erreicht. In vielen Punkten konnte bislang dennoch keine Einigkeit erzielt werden, was auch damit zusammenhängt, dass die archäologische Forschung in diesem Feld oft zu anderen Ergebnissen kommt als die historische, ohne dass die Widersprüche bislang aufgelöst werden konnten. Viele der alten Erklärungen sind daher inzwischen unhaltbar geworden, doch ist es oft noch nicht gelungen, sie durch überzeugende Alternativen zu ersetzen. Zu den besonders heftig diskutierten Fragen zählt unter anderem die nach den Prozessen, die im Westen zum Erlöschen des Kaisertums führten. Auch Henri Pirennes Auffassung, dass die antike Einheit der Mittelmeerwelt erst im 7. Jahrhundert zugrunde ging, hat weiterhin Anhänger. Einfache Antworten und allgemeingültige Aussagen sind vor dem Hintergrund der zunehmenden Erforschung der Spätantike aber fast unmöglich geworden.
In diesem Kontext wird in der neueren Forschung das Geschehen im eurasischen Raum im ersten Jahrtausend – die Entstehung des spätrömischen Reiches mit all den damit verbundenen Umbrüchen, die „Völkerwanderung“ (einem problematischen und in der neueren Forschung kontrovers diskutierten Begriff, da in diesem Zusammenhang faktisch nie einheitliche „Völker“ migrierten, sondern zumeist recht heterogene Verbände), die Auseinandersetzungen mit Persien, die Entstehung der islamischen Welt und der germanisch-romanischen Welt im Westen des ehemaligen Imperiums – zunehmend im zeitlichen und räumlichen Zusammenhang betrachtet. So erhalten neben dem Mittelmeerraum und dem Vorderen Orient (vor allem im Hinblick auf das neupersische Sassanidenreich) auch Zentralasien und der arabische Raum (speziell Südarabien) in der Forschung mehr Aufmerksamkeit und werden nicht mehr als bloße Randgebiete der spätantiken Welt betrachtet. Für eine solch „globale Perspektive“ im Hinblick auf eine Betrachtung und Bewertung der Spätantike wird in der neueren Forschung verstärkt plädiert. Mischa Meiers umfassendes Überblickswerk Geschichte der Völkerwanderung. Europa, Asien und Afrika vom 3. bis zum 8. Jahrhundert aus dem Jahr 2019 zeigt die diversen direkten und indirekten Verbindungen eindrucksvoll auf. Der Trend hin zu einer „eurasischen Perspektive“ in der neueren Forschung ist zunehmend erkennbar.

## Das Ende der Antike in den Regionen

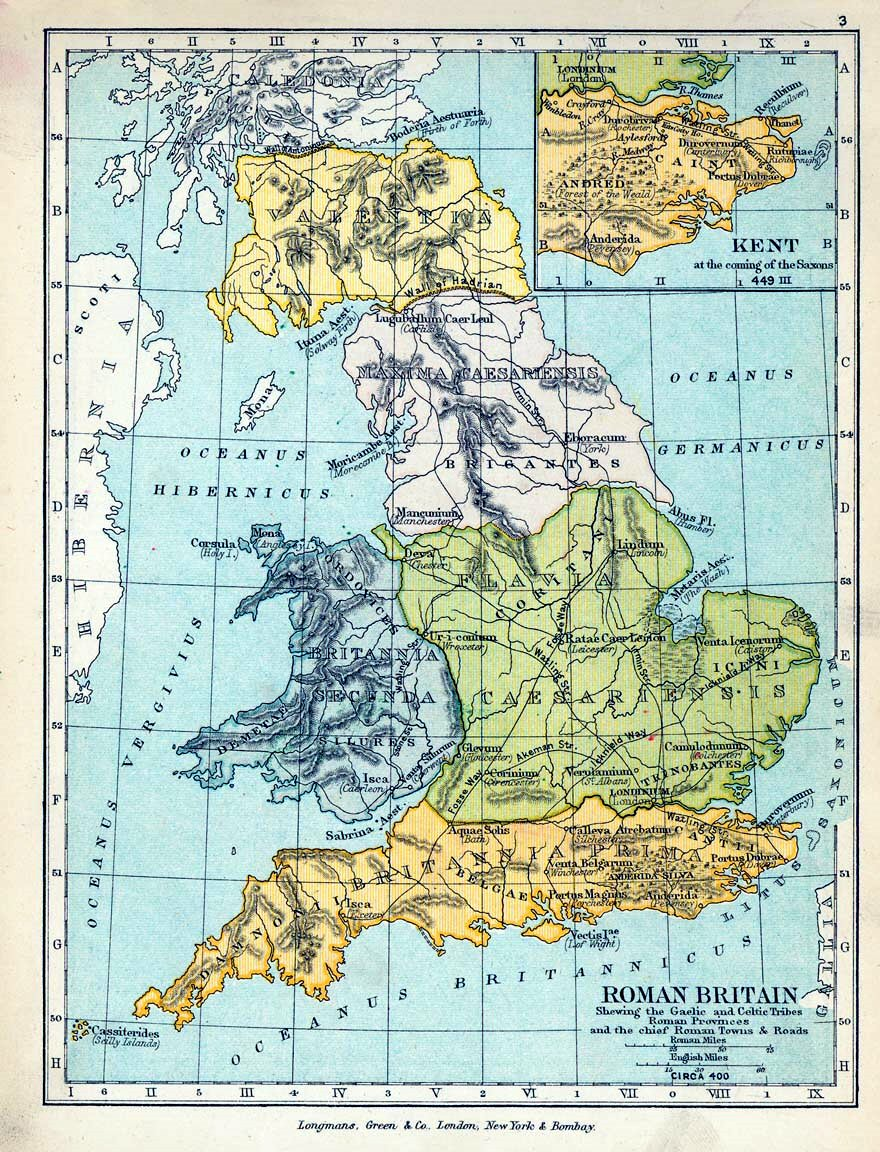
Britannien vor dem Abzug der römischen Truppen

### Britannien
In Britannien wird das Ende der Antike traditionell mit dem Ende der römischen Herrschaft und mithin relativ früh angesetzt. Bereits 383, 401 und 407 wurden große Teile der römischen Truppen abgezogen. Als der weströmische Kaiser Flavius Honorius die römischen Bewohner der Insel 410 laut Zosimos ihrem Schicksal überließ, mussten diese zur Selbsthilfe greifen. Es gibt einige Indizien dafür, dass die Insel danach noch einmal kurz unter römische Herrschaft kam, doch ein bei Gildas erwähntes Hilfegesuch an den römischen Feldherrn Aëtius im Jahr 446 ist dann das letzte literarisch bezeugte Zeichen römischer Präsenz in Britannien. In den folgenden Jahrzehnten erlosch in vielen Regionen auch weitgehend das Christentum. In das von den römischen Soldaten hinterlassene Machtvakuum strömten zunächst die Pikten aus dem Norden der Insel.
Die wahrscheinlich um 420 von der romanisierten Bevölkerung (vielleicht aber auch schon früher, im späten 4. Jahrhundert) zu Hilfe gerufenen Angeln, Sachsen und Jüten, die als foederati angesiedelt wurden, rebellierten zu einem unbestimmten Zeitpunkt (vermutlich um 440) und nahmen nach langen Kämpfen schließlich das gesamte Land (außer Wales, Cornwall und Schottland) in Besitz, wobei sich ihnen viele Einheimische angeschlossen zu haben scheinen. Die Bevölkerung in Westbritannien scheint sich bis ins 6. Jahrhundert bemüht zu haben, an römischen Strukturen und Kontakten zum Kontinent festzuhalten, und offenbar beanspruchten einige ihrer Anführer zunächst sogar kaiserliche Würden – die Eltern des Ambrosius Aurelianus sollen jedenfalls „den Purpur getragen“ haben. Längere Zeit kämpften in diesem „sub-römischen“ Britannien zahlreiche keltisch-römische und germanische „Warlords“ in wechselnden Koalitionen gegeneinander, bis sich schließlich um 700 einige größere Fürstentümer und Kleinkönigreiche ausgebildet hatten.
Das Ende der Antike war in Britannien wie im übrigen Reichsgebiet kein einzelnes Ereignis, sondern ein längerer Prozess, der jedoch mit der Räumung der Insel durch das römische Heer zumindest eine starke Zäsur erlebte. Allerdings wurden in Wales noch im 6. Jahrhundert vereinzelt lateinische Inschriften gesetzt, die sogar korrekt nach Konsuln datiert sind. Für die Jahrzehnte um 540, die Zeit Justinians, lässt sich über archäologische Funde Handel zwischen Westbritannien und Ostrom nachweisen, und auch literarische Zeugnisse weisen darauf hin, dass zu dieser Zeit noch Kontakte zum Mittelmeerraum bestanden. Die lange als selbstverständlich geltende Annahme vom plötzlichen Ende der Antike in Britannien kann angesichts der Forschungen der letzten Jahre jedenfalls kaum mehr aufrechterhalten werden, auch wenn der archäologische Befund nahelegt, dass in Hinblick auf die materielle Kultur um 400 vielerorts ein Niedergang einsetzte. Dass auch das Christentum, wie es die katholische Tradition lehrt, verschwand und erst unter Gregor dem Großen 597 wieder auf die Insel kam, wird inzwischen von mehreren Forschern bezweifelt.

### Gallien
Auch in Gallien ist das Ende der Antike eng mit dem Ende der römischen Herrschaft verbunden. Als deren letzte Vertreter sind wohl der magister militum Aegidius und sein Sohn Syagrius anzusehen, möglicherweise auch der comes Paulus, dessen genaue Funktion unbekannt ist, sowie im Moselraum Arbogast der Jüngere. Die romanisierte Oberschicht Galliens (siehe Gallorömischer Senatsadel) rivalisierte seit etwa 400 wieder stärker als früher mit jener Italiens und versuchte 455 noch einmal, in Gestalt von Avitus einen der Ihren als Kaiser durchzusetzen. Nach dem Scheitern des Avitus und dem Tod seines Nachfolgers Majorian, der noch einmal in Gallien residiert hatte, eskalierte die Entfremdung, und die Römer Galliens wandten sich zunehmend von der kaiserlichen Zentrale in Italien ab. Aegidius und Syagrius wurden von den Franken bereits als selbständige „Könige der Römer“ betrachtet. Dass nun nicht mehr nur germanische Herrscher römische Titel annahmen, sondern umgekehrt römische Statthalter mit germanischen Titeln bezeichnet wurden (ob sie diese selbst angenommen haben, ist ungewiss und wenigstens zweifelhaft), zeigt die gewandelten Machtverhältnisse, auch wenn die gallorömische Kultur um 450 noch eine letzte Spätblüte erlebte. Bezeugt ist, dass im Jahre 476 eine gallische Delegation an den oströmischen Kaiser Zenon mit der Bitte um Hilfe im Kampf gegen den Skiren Odoaker entsandt wurde. Diese Bitte wurde abschlägig beschieden; Zenon erkannte stattdessen Odoaker offiziell als König von Italien an. In wessen Auftrag die Delegation entsandt wurde, ist nicht überliefert.
486 oder 487 eroberte schließlich der fränkische rex Chlodwig I., der Sohn Childerichs, das Reich des Syagrius. Dieser floh zu den Westgoten, wurde aber an Chlodwig ausgeliefert und getötet. Dass die gallischen Christen Chlodwig als Nachfolger bzw. Vertreter der römischen Herrscher akzeptierten, markiert nach Ansicht vieler Forscher das Ende der Antike in Gallien. Andere hingegen lassen die spätantike Phase Galliens erst um 500 mit Chlodwigs Taufe bzw. 561 mit dem Tod König Chlothars I. enden, und einige Historiker zählen sogar die folgenden knapp zweihundert Jahre bis zur Absetzung des letzten Merowingers Childerich III. im Jahr 751 noch zur Spätantike.

### Hispanien

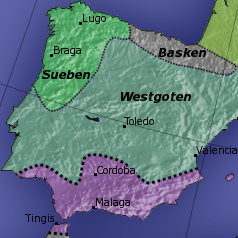
Hispanien um 565

In Hispanien ist das Ende der Antike frühestens um 460 anzusetzen. In diesem Jahr betrat mit Majorian zum letzten Mal ein weströmischer Kaiser hispanischen Boden, sein Feldzug gegen die Westgoten hatte jedoch keine größeren Auswirkungen mehr. 468 sagten sich die Westgoten unter König Eurich vom Reichsverband los, Hispanien war nun bis ins 6. Jahrhundert fest in germanischer Hand. Erst 533 eroberten die Truppen des oströmischen Kaisers Justinian die Balearen und Gibraltar. 553 gerieten auch Córdoba, Carthago Nova (Cartagena) und Málaga unter oströmische Kontrolle. Justinian ernannte sogar einen eigenen magister militum Spaniae, der für den Schutz der südspanischen Gebiete Ostroms zuständig war. Bis 625 gingen diese aber wieder an die Westgoten verloren. Nachdem in Nordspanien schon lange die Sueben herrschten, war das Ende der Antike nun auch in Südspanien angekommen. Spuren römischer Kultur und Rechtstradition bei den Westgoten (vgl. den Codex Euricianus) und die Entwicklung einer romanischen Sprache, des Spanischen, weisen aber weiterhin auf die Antike zurück. Aus diesem Grund gehen einige Forscher von einer römisch-gotischen Symbiose auf der iberischen Halbinsel aus und setzen das Ende der Spätantike hier erst mit der maurischen Eroberung im Jahr 711 an. Die Mehrheit der Althistoriker setzt jedoch den Schnitt im 6. Jahrhundert an, etwa mit dem Übertritt der Westgoten zum Katholizismus 589. Die letzten Kämpfe um die Wiedereinführung des Arianismus endeten jedoch erst mit König Witterichs Tod 610. In der Mediävistik gehört bereits das spätrömische Hispanien (ab dem 5. Jahrhundert) zum Untersuchungsgegenstand; ähnlich verhält es sich bezüglich Gallien und Italien.

### Nordafrika
Der Anfang vom Ende der Antike kam für Africa im Jahr 429, als die Vandalen unter Geiserich weite Teile dieser reichen und für die Getreideversorgung Roms wichtigen Provinz eroberten. 431 fiel Hippo Regius, die Heimatstadt des Augustinus, und 439 schließlich Karthago, das immer noch eine der größten Städte des Mittelmeerraums war. 442 wurde Geiserich auch offiziell von Kaiser Valentinian III. als halb-souveräner Herr Nordafrikas anerkannt. 455 plünderten die Vandalen sogar die Stadt Rom. Die Landung einer römischen Flotte in Africa verhinderte Geiserich mehrfach erfolgreich. Trotzdem wurden antike Traditionen auch unter den germanischen Herrschern weiter gepflegt; so wirkten Autoren wie Priscian, Fulgentius oder Gorippus unter den Vandalen bzw. erfuhren in dieser Zeit ihre Ausbildung. 533/34 konnte dann der römische Feldherr Belisar Nordafrika gewaltsam zurückgewinnen (Vandalenkrieg (533–534)). Kaiser Justinian I. ernannte sofort einen Prätorianerpräfekten und einen Heermeister für das eroberte Gebiet. Es dauerte aber noch bis 551, bis Africa vollständig für das Oströmische Reich gesichert war.
Laut der älteren Forschung kam es nach der Rückeroberung nur begrenzt zu einem Wiederaufleben der antiken römischen Kultur, doch in jüngster Zeit sind Ausgräber teils zu einer deutlich günstigeren Einschätzung gelangt als frühere Forscher. So lassen sich zum Beispiel über 100 teils große Kirchen nachweisen, die nach 534 errichtet wurden. Noch Herakleios konnte Africa jedenfalls 608/10 als Basis für seine Machtergreifung im Oströmischen Reich nutzen, und um 620 plante man zeitweilig sogar, Karthago zur Kaiserresidenz zu machen. Die neueste Forschung neigt daher dazu, für Nordafrika im 5. und 6. nicht mehr von einem Niedergang zu sprechen, sondern vielmehr von einem raschen Zusammenbruch in der ersten Hälfte des 7. Jahrhunderts. Mit dem Eindringen der Araber seit 647 endete die Antike hier endgültig. Karthago fiel 698, bald darauf erlosch auch das nordafrikanische Christentum und sehr viele Städte wurden aufgegeben.

### Italien
Das Ende der Antike war in Italien ein Prozess, der mit dem Zerfall des Weströmischen Reiches nach der Ermordung des Heermeisters Flavius Aëtius durch Kaiser Valentinian III. 454 begann: Nachdem der Kaiser selbst bereits 455 einem Attentat zum Opfer gefallen war, womit die theodosianische Dynastie ihr Ende gefunden hatte, gelang es keinem seiner Nachfolger mehr, sich durchzusetzen.
Spätestens ab 461 wurde Italien faktisch von dem General Ricimer beherrscht; die von ihm eingesetzten Kaiser waren teils kaum mehr als Marionetten: Die Macht in Italien lag nun überwiegend bei den Kommandeuren der Armee, die mittlerweile zum größten Teil aus nichtrömischen foederati bestand. Westrom fiel letztlich einem politischen Desintegrationsprozess zum Opfer. Neben dem Militär entglitten auch zusehends wichtige Provinzen (vor allem Africa um 430, bald darauf große Teile Hispaniens und Galliens) der kaiserlichen Kontrolle. Andere Militärführer oder auch Anführer diverser germanischer gentes, die vor allem am Reichtum des Imperiums partizipieren wollten, agierten währenddessen als Warlords auf eigene Rechnung und profitierten so von der politischen Erosion im Westreich. Mit der Absetzung des letzten weströmischen Kaisers Romulus Augustulus durch den Heerführer Odoaker im Jahr 476 erreichte dieser Prozess einen ersten Höhepunkt. Noch bestanden aber die antiken Strukturen weiter, es gab weiterhin einen Senat und einen Stadtpräfekten. Auch Konsuln wurden weiterhin gewählt, und formal unterstand das Land weiterhin kaiserlicher Herrschaft. Noch Odoakers Nachfolger, der Ostgote Theoderich (493–526), umgab sich mit römischen Beratern in hohen Positionen und es kam zu einer letzten Blüte der spätantiken Kultur in Italien.
Theoderichs Nachfolger gerieten jedoch bald mit dem oströmischen Kaiser Justinian in Konflikt. Die von Justinian ab 535 veranlasste Rückeroberung Italiens schien die antike Kultur zunächst wieder aufleben zu lassen. Die oströmischen Eroberungen hatten jedoch keinen Bestand. Vor allem aber brachte der (zweite) Gotenkrieg seit 541 das Ende des weströmischen Senatorenstandes, der ein Träger der antiken Kultur gewesen war. Der seit 476 verwaiste weströmische Kaiserhof in Ravenna wurde mit seinen Ämtern 554 von Justinian aufgelöst, womit auch die antiken Verwaltungsstrukturen Italiens verschwanden. Versuche, die Infrastruktur erneut aufzubauen, gelangten kurz darauf zu einem plötzlichen Ende: Mit dem Einfall der Langobarden 568, dem letzten Zug der spätantiken Völkerwanderung, wurde die Endphase der Antike in Italien eingeläutet, die sich aber noch bis ins 7. Jahrhundert hinzog. Das letzte antike Monument auf dem Forum Romanum in Rom ist die Säule des oströmischen Kaisers Phokas (602–610); eine letzte Offensive in Italien und eine letztmalige Verlegung der Kaiserresidenz in den Westen (kurzzeitig Rom, dann Syrakus) unter Konstans II. scheiterten in den 660er Jahren.

### Römischer Orient
Im römischen Orient, der in den Diözesen Aegyptus und Oriens organisiert war, kam das Ende der Antike erst spät – mit der islamischen Expansion ab 632. Das Ende der römischen Herrschaft hatte sich aber bereits zu Beginn des 7. Jahrhunderts abgezeichnet, als im „letzten großen Krieg der Antike“ (603 bis 628) persische Truppen unter König Chosrau II. weite Teile des Gebietes eroberten und vor allem wirtschaftlich enorme Schäden verursachten. Auch das Heilige Kreuz, eine der kostbarsten christlichen Reliquien, fiel in die Hände der Perser. Nun endete auch die Zeit der spätantiken griechischen und syrischen Literatur, die noch im 6. Jahrhundert beachtenswerte religiöse und profane Werke hervorgebracht hatte. Kaiser Herakleios konnte zwar Chosraus Truppen 627 schlagen und die Orientprovinzen 629/630 noch einmal für das Reich zurückgewinnen, er konnte sie jedoch nicht gegen die einfallenden Araber behaupten. Diese hatten innerhalb weniger Jahre das persische Sassanidenreich erobert und wandten sich nun gegen das Oströmische Reich. 635 fiel die syrische Metropole Damaskus, 642 die ägyptische Hauptstadt Alexandria. Innerhalb der nächsten Jahrzehnte etablierten sich der Islam und die arabische Sprache im ehemals römischen Orient (die Mehrheit der dortigen Bevölkerung blieb allerdings noch lange christlich), die Antike war damit auch hier an ihr Ende gelangt, wenngleich die Übergänge hier noch sehr viel fließender waren als andernorts.

### Persien
In Persien fiel das Ende der Antike mit dem Zusammenbruch des Sassanidenreiches zusammen. Das neupersische Reich der Sassaniden, das 224 das Partherreich abgelöst hatte, war die ganze Spätantike hindurch ein ebenbürtiger Gegner des römischen Reiches gewesen (siehe auch Römisch-Persische Kriege). Unter Chosrau II. (590–628) gelangte es noch einmal zu neuer Größe. Die Perser eroberten Ägypten und Syrien, die mehr als sechs Jahrhunderte lang von den Römern beherrscht worden waren. Als jedoch 626 die Belagerung Konstantinopels scheiterte, zeigte sich, dass das Sassanidenreich seinen Zenit überschritten hatte. Nach einer Niederlage gegen den oströmischen Kaiser Herakleios bei Ninive im Dezember 627 wurde Chosrau II. im Februar 628 abgesetzt und ermordet. Sein Sohn und Nachfolger Kavadh II. hatte noch die Kontrolle über den Staatsapparat und das Militär, doch nach seinem frühen Tod im selben Jahr entglitt diese seinen Nachfolgern vollkommen. So konnte keiner der rasch wechselnden Herrscher mehr an die frühere Macht der Sassaniden anknüpfen. Der nach dem Tod Mohammeds einsetzenden islamischen Expansion war das schwächelnde Reich schließlich nicht gewachsen, wenngleich die Perser harten Widerstand leisteten. Zwei verheerende Niederlagen in der Schlacht von al-Qādisīya 638 (das genaue Jahr ist umstritten) und in der Schlacht bei Nehawand 642 besiegelten Persiens Schicksal. Spätestens mit dem Tod des letzten persischen Großkönigs Yazdegerd III. im Jahr 651 war auch hier das Ende der Antike gekommen.

### Kleinasien

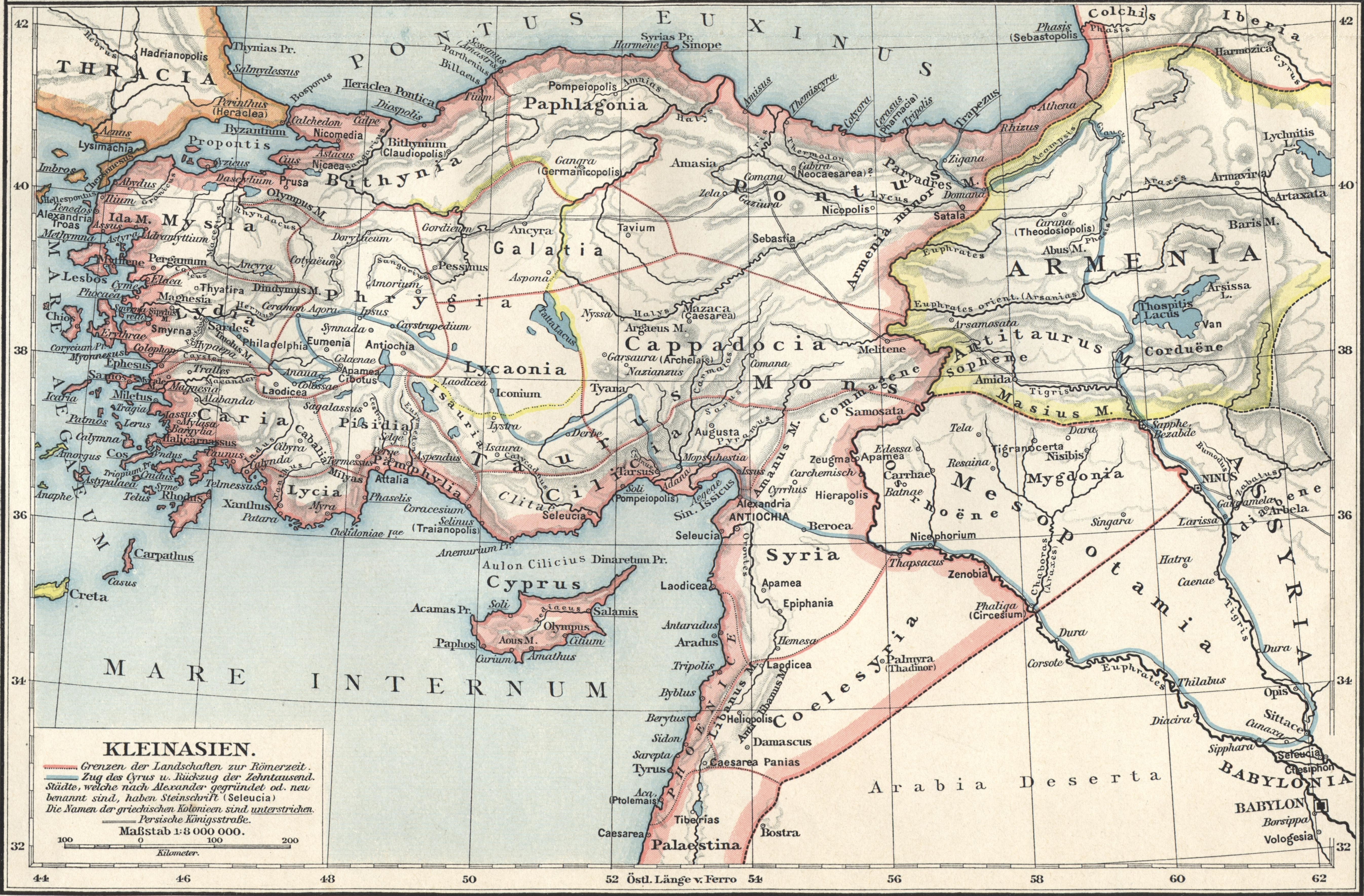
Kleinasien in der Antike

In Kleinasien kam das Ende der Antike relativ spät. Ein genaues Enddatum kann hier nur schwer angegeben werden. Der Übergang vom spätantiken oströmischen Reich zum mittelbyzantinischen Reich vollzog sich jedenfalls im 7. Jahrhundert. Zunächst wurde die Halbinsel von den Sassaniden bedroht, die Kaiser Herakleios jedoch zurückschlagen konnte, dann ab den 630er Jahren von den Arabern. Unter dem Eindruck dieser äußeren Bedrohungen wandelte sich die Verwaltungsstruktur des Reiches. In Kleinasien entstanden die Themen Anatolikon und Armeniakon, in denen militärische und zivile Gewalt wieder verbunden waren, während die Spätantike von einer Trennung dieser Gewalten geprägt gewesen war. In der älteren Forschung wurde diese Verwaltungsreform Herakleios zugeschrieben, sie wird heute aber eher mit seinem Enkel Konstans II. verbunden; die Anfänge der Themen werden dabei in der Forschung vielfach als Versuch erklärt, die Heeresgruppen, die bis etwa 640 Armenien und den Orient (gr. Anatolé) verteidigt hatten, neu aufzustellen. Das Christentum hatte in Kleinasien schon seit längerem weitgehend über die antiken heidnischen Kulte gesiegt (noch unter Justinian hatte Johannes von Ephesos 80.000 Altgläubige taufen lassen), und auch die lateinische Sprache wurde hier nun endgültig von der griechischen verdrängt. Auch das kulturelle Leben war diesem Transformationsprozess unterworfen: Viele Städte verfielen im 7. Jahrhundert oder wandelten sich zu kleinen Festungsstädten, so genannten kastra.

### Balkan

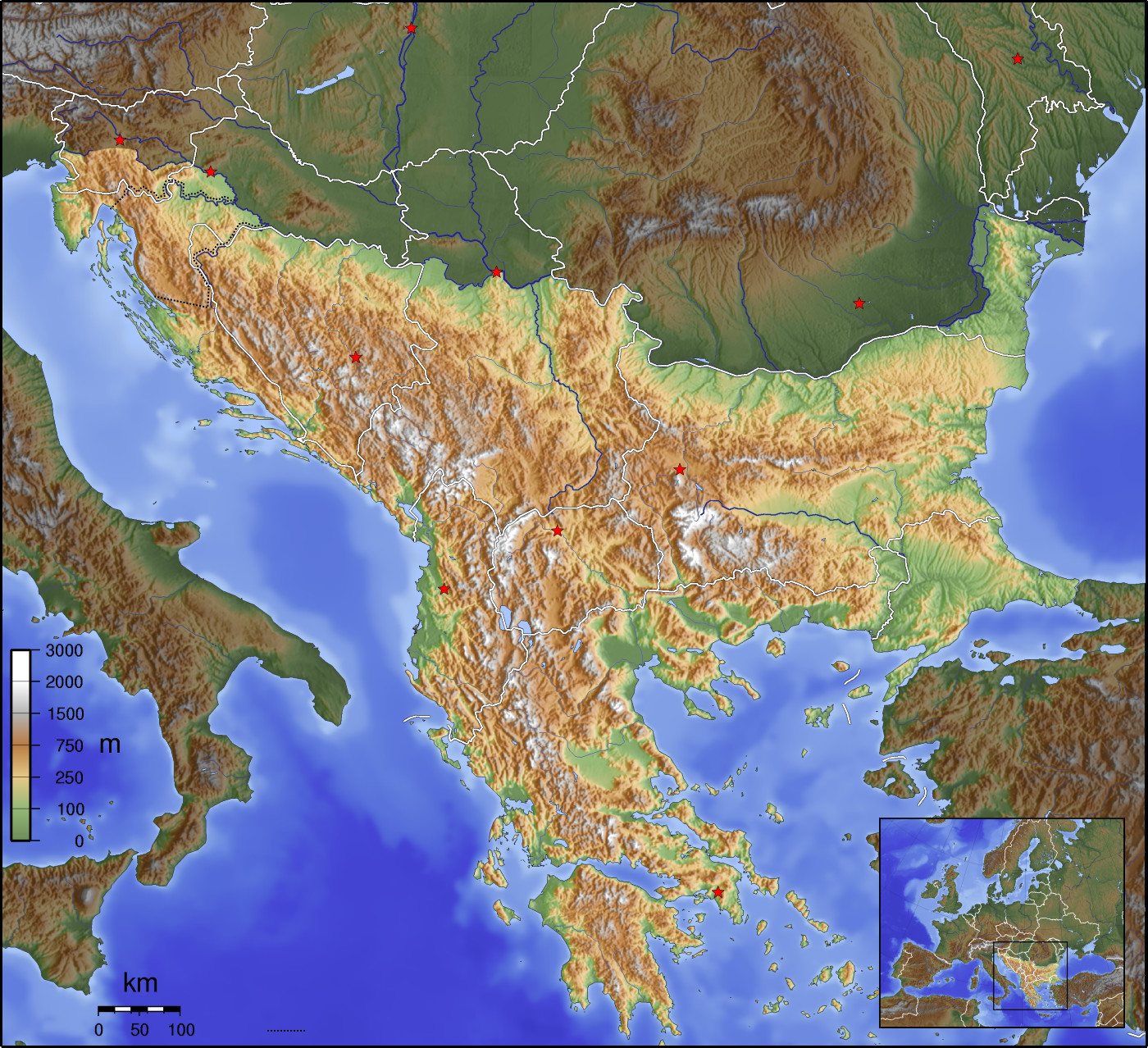
Der Balkan wurde am Ende der Antike weitgehend vom Oströmischen Reich beherrscht.

Auf dem Balkan, der in der Spätantike in die drei Diözesen Macedonia, Dacia und Thracia eingeteilt war, ist das Ende der Antike eher spät anzusetzen. Den oströmischen Kaisern gelang es mit Geld und Verhandlungsgeschick immer wieder, angreifende germanische Stämme nach Westen abzulenken, auch wenn die Balkanprovinzen im 5. und 6. Jahrhundert dennoch wiederholt verheert wurden. Nach Justinian verlor das Oströmische Reich jedoch mehr und mehr seinen antiken Charakter. Die Bedeutung des Lateinischen wurde nun auch auf dem Balkan zugunsten des Griechischen zurückgedrängt. Auch die griechischen Poleis und die römischen Städte, die den Balkan seit Jahrhunderten geprägt hatten, verloren immer mehr an Bedeutung (siehe Kastron). Gleichzeitig bedrohte mit den Slawen ein neuer Gegner die Balkanprovinzen (siehe auch Sklavinien), der seit etwa 580 zu einer dauerhaften Ansiedlung auf dem Balkan überging, die durch die Balkanfeldzüge des Maurikios nur vorübergehend unterbunden werden konnte. Das Ende der Antike ist hier um die Wende zum 7. Jahrhundert anzusetzen. Es wurde schließlich durch mehrere Faktoren besiegelt: die Landnahme der Slawen auf dem Balkan, die Entwicklung des Oströmischen Reiches zum Byzantinischen Reich unter Kaiser Herakleios und den Abschied von der antiken Verwaltungsstruktur mit der Einführung der Themenverfassung.

### Donauraum
In den Donauprovinzen des weströmischen Reiches, Raetien, Noricum und Pannonien, ist das Ende der Antike mit dem Ende einer römisch geprägten Verwaltung gleichzusetzen. In Pannonien trat es relativ früh ein, wenngleich eine Siedlungskontinuität romanischer Bevölkerung bis etwa 670 nachweisbar ist. Bereits Ende des 4. Jahrhunderts wurden hier germanische und hunnische Foederaten angesiedelt. Die römische Herrschaft konnte nur um 410 noch einmal für wenige Jahre wiederhergestellt werden, bis Pannonien für Jahrzehnte unter die Kontrolle der Hunnen geriet. Um die Jahrhundertmitte wurde es zum Ausgangspunkt der Offensiven Attilas. In Noricum blieben die Römer länger präsent. Wie der Vita des heiligen Severin von Noricum zu entnehmen ist, wurde das Gebiet erst 487/88 unter Odoaker von ihnen geräumt. Große Teile der römisch geprägten Bevölkerung verließen Noricum allerdings nach Ansicht der meisten Historiker auch unter germanischer Herrschaft nicht. Die Entwicklung in Raetien verlief ähnlich, der südliche Teil der ehemaligen Provinz blieb aber noch unter Odoakers Nachfolger Theoderich römisch geprägt. Das Ende der Antike ist hier wohl um 506 mit der dauerhaften Ansiedlung der Alamannen anzusetzen, wenn nicht sogar erst mit dem Ende der ostgotischen Kontrolle des Gebietes um 535; viele Einzelheiten der spätantiken Geschichte Raetiens sind in der Forschung allerdings umstritten.

## Traditionelle Enddaten

### 476

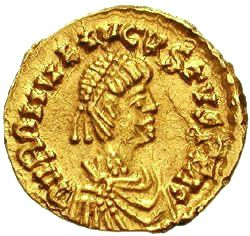
Früher wurde das Ende der Antike vor allem mit der Absetzung des Romulus Augustulus verbunden.

Sehr vereinzelt wurde in der älteren Forschung die Reichsteilung nach dem Tod des römischen Kaisers Theodosius I. im Jahre 395 als entscheidende Zäsur angesehen. Doch viel öfter wurde das Ende der Spätantike früher mit der Absetzung des Romulus Augustulus durch Odoaker und dem Ende des Weströmischen Reiches 476 n. Chr. gleichgesetzt. Diese Auffassung ist vor allem in der älteren Lehrmeinung verbreitet, beispielsweise in Otto Seecks sechsbändiger Geschichte des Untergangs der antiken Welt. Trotzdem regte sich in Fachkreisen schon früh Widerspruch. Anders argumentierten zum Beispiel bereits Ernst Kornemann und später Adolf Lippold. Auch Alfred von Gutschmid (1831–1887) setzte das Ende der Antike später an.
Die Vorstellung vom Epochenjahr 476 lässt sich in den Quellen erst gut 40 Jahre später fassen, erstmals bei dem Oströmer und kaiserlichen Amtsträger Marcellinus Comes. Dieser schrieb um 520: Das westliche Reich des römischen Volkes ist mit diesem Augustulus untergegangen. Ähnliche Einschätzungen lassen sich bei Eugippius (der um 510 davon ausging, das alte Imperium Romanum bestehe zumindest im Donauraum nicht mehr), Prokopios und Jordanes (beide um 550) fassen. Ihnen folgten die frühmittelalterlichen Chronisten Beda Venerabilis und Paulus Diaconus.
Es erscheint heute dennoch mehr als fraglich, ob die Zeitgenossen des Jahres 476 die Absetzung des Romulus Augustulus ebenfalls als Zäsur begriffen haben. Es gab fortan zwar in Ravenna keinen Kaiser mehr, aber dies bedeutete nur, dass die Herrschaftsrechte nun eben auf den (ost-)römischen Kaiser in Konstantinopel übergingen, der in der Folgezeit auch tatsächlich wiederholt im Westen eingriff. Vakanzen des westlichen Kaisertums hatte es zudem zuvor schon öfter gegeben, und es war nicht absehbar, dass diese endgültig sein würde. Tatsächlich wurde in den folgenden Jahrzehnten immer wieder die Einsetzung eines neuen weströmischen Kaisers erwogen. Und noch Kaiser Justinian wollte zudem seine Ansprüche auf den Westen auch tatsächlich verwirklichen und militärisch durchsetzen. Zwar scheint die Absetzung 476 nicht vollkommen spurlos an den Zeitgenossen vorbeigegangen zu sein, denn der Priester Johannes Rufus gibt eine Aussage des 477 verstorbenen Patriarchen Timotheos II. von Alexandria wieder, wonach Timotheos die Absetzung des Westkaisers als Strafe für das (aus Sicht des alexandrinischen Patriarchen) falsche christliche Bekenntnis des Papstes betrachtete; in einem Schreiben von Papst Felix an den Ostkaiser Zenon im Jahr 483 beklagt wiederum der Bischof von Rom, dass nur noch Zenon das kaiserliche Ornat trägt. Als Epochendatum genügt dies aber kaum.
In der neueren Forschung wird dem Jahr 476 daher nicht mehr so viel Gewicht beigemessen wie früher. Man geht eher davon aus, dass 476 erst um 520 als Epochenjahr ins Spiel gebracht wurde, um den oströmischen Kaisern eine Legitimation dafür zu liefern, den verwaisten Westen unter ihre direkte Herrschaft zu bringen. Grundsätzlich stellt sich die Frage, ob der Zusammenbruch des Weströmischen Reiches und das Ende des Kaisertums im Westen als rein politische Ereignisse überhaupt geeignet sind, eine Epochengrenze zu markieren: In sozial- und kulturhistorischer Hinsicht bildet die Absetzung des Westkaisers nämlich zumindest für Italien, Gallien und Spanien, ganz zu schweigen von Ostrom, keine erkennbare Zäsur. Die meisten aktuellen Darstellungen zur Spätantike reichen daher über 476 hinaus.

### 565

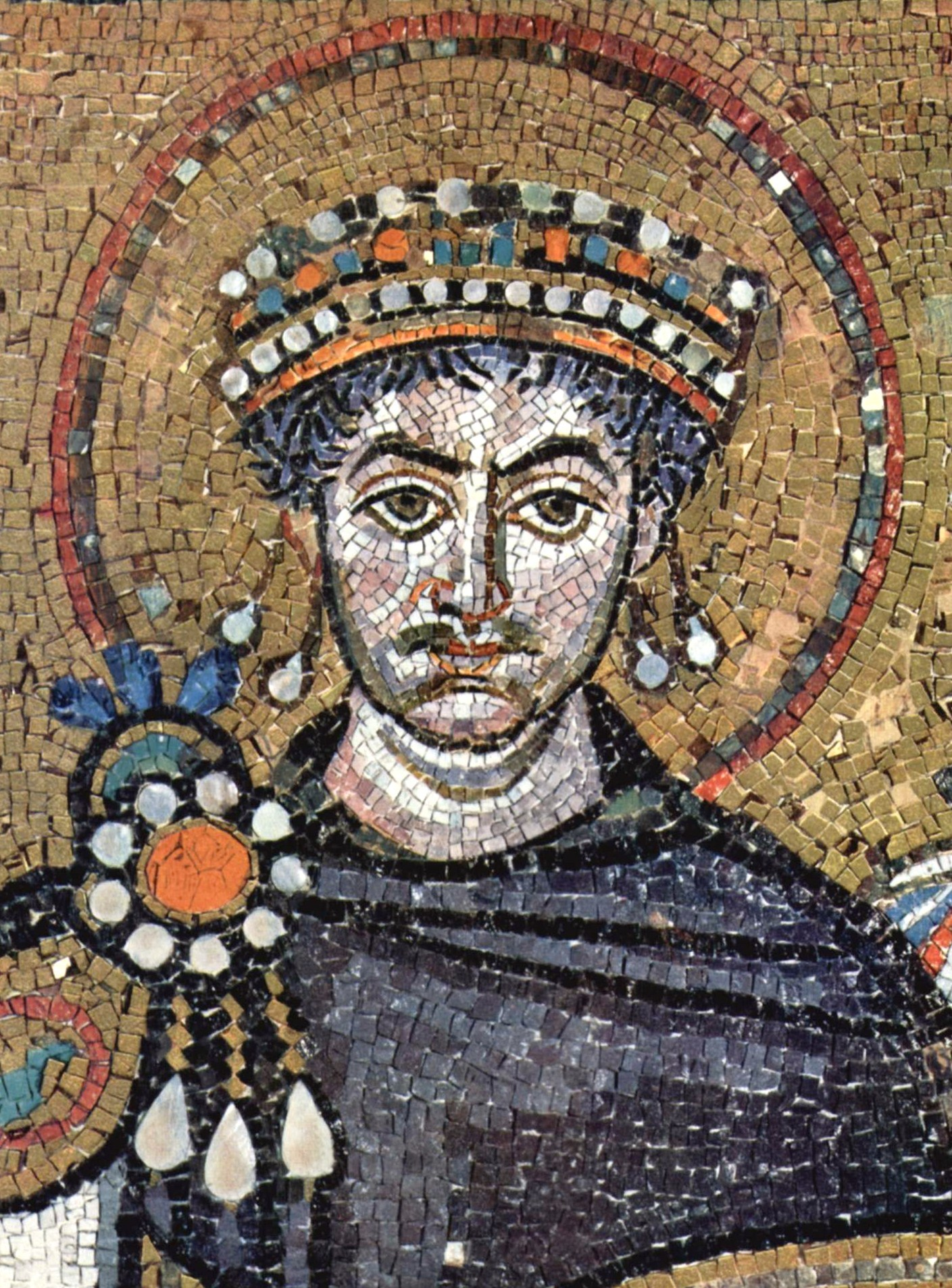
Oft wird das Ende der Antike heute mit dem Tod Justinians angesetzt.

Oft sieht man einen wichtigen Einschnitt heute daher am Ende der Regierungszeit Justinians (527–565). Dieser stand noch ganz in der Tradition der antiken römischen Kaiser, was unter anderem in seiner universalen Herrschaftsauffassung deutlich wird. Justinian hatte als letzter Augustus Latein zur Muttersprache. Er betrieb zudem eine Politik, die offenbar aktiv auf die Wiederherstellung des Reiches in seinen alten Grenzen abzielte (Restauratio imperii), was in Teilen sogar kurzfristig gelang, während seine Nachfolger diese Politik nicht mehr verfolgten. Kulturell fällt in seine Regierungszeit insofern ein gewisser Bruch, als der Kaiser im Jahr 529 (531?) die Schließung der Platonischen Akademie verfügte. Damit kam eine über neunhundertjährige Tradition heidnisch-philosophischer Bildung an ihr Ende, weswegen vor allem bildungshistorisch orientierte Wissenschaftler hierin früher das Ende der Antike markiert sahen. Allerdings wirkten auch nach 529 noch einige bedeutende Philosophen in antiker Tradition, etwa Simplikios, und die Alexandrinische Schule bestand noch bis ins 7. Jahrhundert weiter: Von einem echten Bruch kann man daher kaum sprechen, die Schließung der Schule von Athen hat vor allem Symbolcharakter.
Von heutigen Althistorikern, vor allem in Deutschland, wird das Ende der Antike darum meist etwa dreißig Jahre später eingeordnet: Der letzte große Zug der spätantiken Völkerwanderung, der Einfall der Langobarden in Italien, erfolgte 568, nur drei Jahre nach Justinians Tod, so dass die 560er Jahre für den ganzen Mittelmeerraum einen gewissen Einschnitt markieren. Damit ergibt sich als die (in Deutschland, Frankreich und Italien) derzeit gängigste Begrenzung der Epoche also Justinians Sterbejahr 565. Dieses Jahr wurde bereits im Humanismus vorgeschlagen, so insbesondere von Carlo Sigonio in seinen 1579 erschienenen Historiae de occidentali imperio a Diocletiano ad Iustiniani mortem. In der Moderne wurde es insbesondere von Gutschmid als das Enddatum der Antike angesehen und findet gerade in der deutschsprachigen Forschung in den letzten Jahren sehr großen Anklang (siehe etwa Alexander Demandt, Heinz Bellen, Jens-Uwe Krause, Jochen Martin oder Hartwin Brandt).

### 632
Henri Pirenne sah in dem 632 beginnenden Einbruch der Araber in den Mittelmeerraum und dessen wirtschaftlichen Folgen den Einschnitt zwischen antiker Welt und Mittelalter. Bereits mit der Hidschra hatte 622 für die arabischen Muslime eine neue Zeitrechnung begonnen. Pirennes These, erst islamische Seeräuber hätten die antike „Einheit der Mittelmeerwelt“ zerstört, gilt heute als widerlegt, da sie von den Quellen nicht ausreichend gestützt wird. Es trifft aber offenbar zu, dass es im 7. und frühen 8. Jahrhundert zu einem markanten Rückgang der wirtschaftlichen, kulturellen und politischen Beziehungen zwischen dem Osten und dem Westen des Mittelmeerraums und zu einer anhaltenden ökonomischen Depression im Westen kam, wenn auch nicht aus dem von Pirenne angenommenen Grund (siehe auch die so genannte Pirenne-These). Um 600 lässt sich noch ein lebhafter Handel im ganzen Mittelmeerraum nachweisen, der zwar weniger intensiv war als in früheren Jahrhunderten, aber keineswegs unbedeutend. Dass die Kontakte zwischen Ostrom und dem Westen noch zu Beginn des siebten Jahrhunderts insgesamt recht eng waren, wird heute vor allem in der angelsächsischen Forschung kaum noch bestritten: „It is very clear that the sixth century did not in fact see a final split between East and West.“
Für das Oströmische Reich stellten die arabischen Angriffe einen massiven Einschnitt dar, da das Imperium innerhalb kürzester Zeit im Wesentlichen auf Kleinasien und den Balkan beschränkt wurde und sich unter dem äußeren Druck auch im Innern vieler römisch-antiker Traditionen entledigte. Erst unter Kaiser Herakleios (610–641) endete somit die spätrömische Phase des Oströmischen Reiches. Dessen Reste verwandelten sich dann in das mittelalterliche Byzanz, das sich aber noch Jahrhunderte behaupten konnte.
Insgesamt herrscht daher besonders im anglo-amerikanischen Raum die Tendenz vor, das Ende der Antike frühestens mit dem Ende der Herrschaft Justinians anzusetzen (so etwa Averil Cameron und John Bagnell Bury; etwas eigenwillig Arnold Hugh Martin Jones 602 mit dem Tod des Kaisers Maurikios). Da man sich in den letzten Jahren (auch aufgrund der günstigeren Quellenlage) verstärkt mit dem Osten des Römischen Reiches befasst hat, wo sich antike Strukturen, wie erwähnt, länger hielten als im Westen, bevorzugen aber viele angelsächsische Gelehrte noch spätere Daten. Der letzte Band der neuen Cambridge Ancient History behandelt die Jahre 425 bis 600 (teils bis 640), und auch die Routledge History of the Ancient World endet mit dem Jahr 600. Die wichtige Prosopography of the Later Roman Empire und Rene Pfeilschifters Darstellung reichen bis zum Tod des Herakleios 641. Stephen Mitchell (in der 3. Auflage seines Werks History of the Later Roman Empire in Zusammenarbeit mit Geoffrey B. Greatrex) und Averil Cameron (in der 2012 erschienenen zweiten Auflage ihres Standardwerkes The Mediterranean World in Late Antiquity) dehnen die Spätantike sogar bis 700 aus.
Aber auch im deutschsprachigen Raum gehen besonders jüngere Forscher inzwischen verstärkt auch über 565 (s. o.) hinaus. Hier hatte bereits Ernst Kornemann, der früher als andere deutsche Forscher für einen breiten Übergangszeitraum zwischen Antike und Mittelalter plädierte („…Zeitraum mit dem Januskopf…“), in seiner großen Weltgeschichte des Mittelmeerraumes und in seiner Römischen Geschichte die Zeit des Herakleios noch zur Spätantike gezählt. Heutige Forscher wie Hartmut Leppin oder Mischa Meier folgen ihm darin.
Für Ostrom erscheint eine Ausweitung der Epoche bis 632 bzw. 641 in der Tat sinnvoll und setzt sich zunehmend durch, da hier wohl erst der Einfall der Araber (siehe dazu Islamische Expansion) den entscheidenden Einschnitt markierte. Die arabischen Truppen eroberten dabei nicht nur den römischen Orient, sondern vernichteten auch das Neupersische Reich der Sassaniden. Das Sassanidenreich war die gesamte Spätantike hindurch als zweite Großmacht neben Rom ein bedeutender Machtfaktor gewesen und wird deshalb von einigen Althistorikern (so etwa Josef Wiesehöfer, Erich Kettenhofen, Ze’ev Rubin oder Michael Whitby) in die Erforschung der Epoche mit einbezogen. Für Althistoriker hingegen, deren Schwerpunkt auf der westeuropäischen Geschichte liegt, sind die Ereignisse nach 568 kaum noch von Interesse.

## Übergang zum Mittelalter

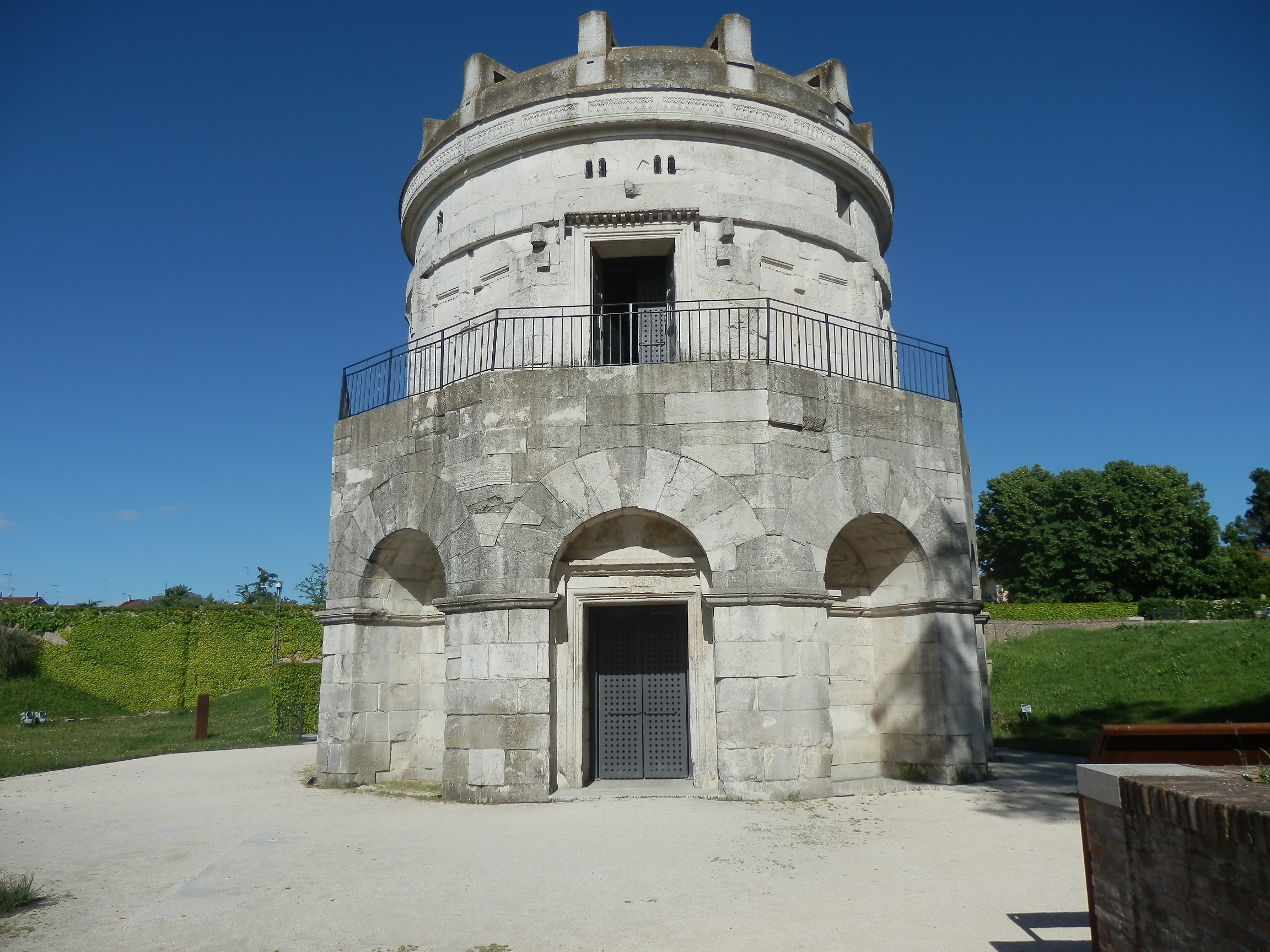
Theoderich residierte wie die letzten weströmischen Kaiser in Ravenna, wo er auch begraben ist. Sein Grab, errichtet von einem oströmischen Architekten, verbindet einen mediterranen Baustil mit nordischer Ornamentik.

Der Übergang von der Spätantike zum europäischen Frühmittelalter vollzog sich vielerorts schleichend. In Italien zum Beispiel muss man zwar die Zeit Theoderichs des Großen eher zur Antike als zum Mittelalter zählen; es ist aber unmöglich, ein exaktes Datum für das Ende der Antike festzulegen. Bis zum Langobardeneinfall lässt sich, wie gesagt, antike Kultur in Italien nachweisen, und der weströmische Senat verschwindet erst gegen Ende des sechsten Jahrhunderts aus den Quellen. In ähnlicher Weise knüpften in Gallien auch die frühen Merowinger an das antike Erbe an, das dann eigenständig weiterentwickelt wurde. Man muss so von einer Übergangsphase sprechen, die je nach Region unterschiedlich lange andauerte. Im Westen kam es dabei besonders um 500, im Osten um 600 zu einer relativen Häufung von Brüchen und einschneidenden Veränderungen. Die Epochengrenze später als mit dem 6. (Westen) bzw. 7. Jahrhundert (im Osten) anzusetzen, ist kaum sinnvoll.
Das Problem lässt sich auch umkehren: Viele Mediävisten, die sich mit dem Frühmittelalter beschäftigen (etwa Friedrich Prinz, Hans-Werner Goetz, Patrick J. Geary, Walter A. Goffart, Herwig Wolfram, Chris Wickham, Ian N. Wood und andere), greifen auf die Spätantike zurück und betrachten die Zeit ab dem 4. Jahrhundert, um die Veränderungen im frühen Mittelalter zu erklären. Unzweifelhaft ist, dass trotz vieler Brüche ebenso zahlreiche Kontinuitätslinien zwischen Antike und Mittelalter verliefen und der Übergang zum Mittelalter regional und zeitlich verschieden verlief. In diesem Sinne betrachtet die neuere Forschung auch eher Übergangszeiträume statt einzelne Jahreszahlen.
Nicht vergessen werden darf auch, dass im Mittelalter immer wieder bewusst versucht wurde, an die Antike anzuknüpfen. Im Bewusstsein der Menschen hatte es keinen Bruch gegeben, man glaubte sich gewissermaßen noch immer in der Spätantike. Ein Schlüsselbegriff ist hierbei die Translatio imperii, der Übergang der weströmischen Kaiserwürde auf die Franken unter Karl dem Großen und die „Deutschen“ unter Otto dem Großen. Das Heilige Römische Reich führte diesen Namen bis zu seinem Ende 1806 und sah sich in direkter Nachfolge der spätantiken Imperatoren. Auch in kultureller Hinsicht gab es immer wieder Versuche, das Gedankengut der Antike wiederzubeleben: Die Karolingische Renaissance um 800 rettete viele antike Werke für die Nachwelt. Am wirkungsmächtigsten unter diesen Renaissancen (französisch „Wiedergeburt“) der Antike wurde dann die italienische Renaissance des 14. und 15. Jahrhunderts, die die Neuzeit einleitete.